# Megathymus gayleae
Megathymus gayleae is een vlinder uit de familie van de dikkopjes (Hesperiidae). De wetenschappelijke naam van de soort is voor het eerst geldig gepubliceerd in 1963 door Stallings, Turner & Stallings.